# Vega (Texas)
Vega è un comune (city) degli Stati Uniti d'America e capoluogo della contea di Oldham nello Stato del Texas. La popolazione era di 884 abitanti al censimento del 2010.

## Geografia fisica
Vega è situata a 35°14′44″N 102°25′30″W (35.245547, -102.425112).
Secondo lo United States Census Bureau, la città ha una superficie totale di 2,78 km², dei quali 2,78 km² di territorio e 0 km² di acque interne (0% del totale).
Si trova all'incrocio tra la Interstate 40 (antica Route 66) e la U.S. Route 385 nella parte meridionale della contea di Oldham, circa 30 miglia ad ovest di Amarillo.

## Società

### Evoluzione demografica
Secondo il censimento del 2010, la popolazione era di 884 abitanti.

### Etnie e minoranze straniere
Secondo il censimento del 2010, la composizione etnica della città era formata dal 93,21% di bianchi, l'1,13% di afroamericani, lo 0,45% di nativi americani, lo 0,45% di asiatici, lo 0% di oceanici, il 3,51% di altre razze, e l'1,24% di due o più etnie. Ispanici o latinos di qualunque razza erano il 9,84% della popolazione.